# Plattdeutsches Wörterbuch
Ein plattdeutsches Wörterbuch ist ein Nachschlagewerk, das den Wortschatz des Hoch- und des Plattdeutschen in seinen Entsprechungen gegenüberstellt.

## Online
Im Internet gibt es zahlreiche plattdeutsche Wörterbücher und Wortlisten variierenden Umfangs. Es handelt sich dabei teilweise um Digitalisierungen gedruckter Wörterbücher und teilweise um dediziert für das Web entwickelte Wörterbücher. Zu den Digitalisierungen gehören etwa das Mittelelbische Wörterbuch, dessen erste beiden Bände von der Universität Halle auch online zur Verfügung stehen, und das Schleswig-Holsteinische Wörterbuch von Otto Mensing, das von der Universität Kiel digitalisiert wurde. Eine Mischform ist die Website Platt-wb.de. Dieses Projekt der Ostfriesischen Landschaft basiert auf den Arbeiten von Otto Buurman (Hochdeutsch-plattdeutsches Wörterbuch), Jan ten Doornkaat Koolman (Wörterbuch der ostfriesischen Sprache) und anderer ostfriesischer Autoren, die für die Präsentation im Web aufbereitet wurden. Das Wörterbuch setzt den Fokus eng auf die Region Ostfriesland und ist daher nur begrenzt für andere Regionen anwendbar.
Dediziert für das Web entwickelt wurde beispielsweise Plattmakers.de. Dieses seit 2009 existierende Wörterbuch lässt sich sowohl als plattdeutsch-plattdeutsches Wörterbuch nutzen, wie auch als Wörterbuch für die Sprachpaarungen Plattdeutsch-Hochdeutsch, Plattdeutsch-Englisch und Plattdeutsch-Niederländisch. Das Projekt widmet sich allen plattdeutschen Regionen vom Nordosten der Niederlande (Nedersaksisch) bis zu den früheren Dialekten von Pommern sowie von West- und Ostpreußen, inklusive der heute noch gesprochenen Dialekte des Plautdietsch und Pomerano. Die Verbreitung von Wörtern wird nach Möglichkeit über eine Kartenfunktion mit Literaturverweisen aus regionalen Wörterbüchern und literarischen Werken nachgewiesen.
Ein weiteres Online-Wörterbuch ist Platt för Plietsche, das verhältnismäßig umfangreich ist, aber nur einfache Wortpaarungen Plattdeutsch-Hochdeutsch bietet. Es handelt sich dabei um ein Projekt von Heinrich Evers, dem Plattdeutschbeauftragten des Kreises Ostholstein.

## Liste plattdeutscher Wörterbücher
in der Reihenfolge des Erscheinens
- Johann Carl Dähnert: Platt-Deutsches Wörter-Buch. Stralsund 1781.
- Georg Schambach: Wörterbuch der niederdeutschen Mundart der Fürstenthümer Göttingen und Grubenhagen oder Göttingisch-Grubenhagen'sches Idiotikon. Hannover 1858.
- Johann Friedrich Danneil: Wörterbuch der altmärkisch-plattdeutschen Mundart. Schmidt, Salzwedel 1859.
- Friedrich Frehse: Wörterbuch zu Fritz Reuter's sämmtlichen Werken. Verlag der Hinstorff'schen Hofbuchhandlung, Wismar, Rostock und Ludwigslust 1867 (PDF; 3,5 MB).
- Albert Schwarz: Vollständiges Wörterbuch zu Fritz Reuters Werken. Mit einem Nachwort: Die Sprache Fritz Reuters. Weichert, Berlin 1905.
- Otto Mensing: Schleswig-Holsteinisches Wörterbuch. 5 Bände. Karl Wachholtz Verlag, Neumünster 1925–1935; Nachdruck 1985, ISBN 3-529-04601-9.
- Hermann Böning: Plattdeutsches Wörterbuch für das Oldenburger Land. Stalling, Oldenburg 1941; Nachdruck: Verlag Heimatverein Herrlichkeit, Dinklage 1970.
- Johannes Saß: Kleines plattdeutsches Wörterbuch. Karl Wachholtz Verlag, Neumünster 1956.
- Otto Buurman: Hochdeutsch-plattdeutsches Wörterbuch. Auf der Grundlage ostfriesischer Mundart. 12 Bände. Karl Wachholtz Verlag, Neumünster 1962–1975 (online)
- Niedersächsisches Wörterbuch. Karl Wachholtz Verlag, Neumünster 1965 ff. (bis 2022 sind 10 von 13 Bänden erschienen, Bände 11 und 12 im Erscheinen)
- Renate Herrmann-Winter: Kleines plattdeutsches Wörterbuch für den mecklenburgisch-vorpommerschen Sprachraum. Hinstorff, Rostock 1985; 3. Aufl. 1990, ISBN 3-356-00375-5.
- Gernot de Vries: Ostfriesisches Wörterbuch: Plattdeutsch / Hochdeutsch. – Oostfreesk Woordenbook: Hoogdütsk / Plattdütsk. Schuster, Leer 2000, ISBN 3-7963-0339-0.
- Heinrich Kahl, Heinrich Thies (Bearb): Der neue Sass – Plattdeutsches Wörterbuch: Plattdeutsch – Hochdeutsch. Hochdeutsch – Plattdeutsch. 5. Auflage. Karl Wachholtz Verlag, Neumünster 2009, ISBN 978-3-529-03000-0.
- Volker Hansen: Plattdeutsches Wörterbuch für Estorf und Leeseringen und an der Mittelweser. 2. Auflage. (Plattdeutsch-Hochdeutsch, Hochdeutsch-Plattdeutsch), Verlag epubli, 2022, ISBN 978-3-7575-0566-0.

## Verweise
1. ↑  mew.uzi.uni-halle.de
2. ↑  dibiki.ub.uni-kiel.de
3. ↑  platt-wb.de
4. ↑  plattmakers.de
5. ↑  plattdeutsches-woerterbuch.de